# Huskies de Northern Illinois
Les Huskies de Northern Illinois (en anglais : Northern Illinois Huskies) sont un club omnisports universitaire de l'université du Nord de l'Illinois située à DeKalb (Illinois).
Les équipes sportives des Huskies participent aux compétitions universitaires organisées par la National Collegiate Athletic Association. Elles sont membres de la division Mid-American Conference (MAC) à l'exception de l'équipe masculine de football (soccer) qui est devenue membre de la Missouri Valley Conference dès 2023.
En juillet 2026, les Huskies quitteront la MAC. L'équipe de football américain rejoindra la Mountain West Conference, tandis que la plupart des autres sports rejoindront la Horizon League, dont l'université était membre de 1994 à 1997